# Laurent Astier
 (novembre 2018).
Pour les articles homonymes, voir Astier.
Laurent Astier, né le 9 novembre 1975 à Firminy (Loire), est un auteur de bande dessinée français.

## Biographie
Après des études d'Arts Appliqués et de graphisme au Lycée Honoré-d'Urfé de Saint-Étienne et au lycée Raymond Loewy de La Souterraine, il fonde une agence de communication graphique avec deux de ses camarades de promotion. Cette expérience est terminée.
En 1999, il s'installe à Paris et intègre la petite équipe d'In Utero, un développeur de jeu vidéo, qui travaille sur Evil Twin, Cyprien's Chronicle, un jeu de plateforme aventure.
En 2001, il signe son premier album avec les éditions Glénat. En 2002, paraît dans la collection Zenda le premier tome de la trilogie Cirk.
En 2003, il publie Gong, roman graphique de 120 pages, un one-shot qui se déroule dans le monde de la boxe à New York.
Entre 2003 et 2005, il signe les dessins d'un polar en trois tomes, Aven, avec son frère Stefan au scénario.
Entre 2008 et 2011, il illustre L'Affaire des affaires, documentaire-BD en 4 tomes, en collaboration avec le journaliste Denis Robert et Yan Lindingre, sur l'affaire Clearstream,. Les deux premiers tomes reçoivent en 2010 le Prix France Info de la bande dessinée d'actualité et de reportage. La série est adaptée en film, sorti en février 2015, intitulé L'Enquête, réalisé par Vincent Garenq, avec Gilles Lellouche dans le rôle-titre.
Entre 2006 et 2013, Astier écrit, dessine et met en couleur un polar en cinq tomes, Cellule Poison.
Entre 2014 et 2015, il réalise un one-shot de 112 pages, Comment faire fortune en juin 40, avec Fabien Nury et Xavier Dorison au scénario, et Laurence Croix à la mise en couleur. L'histoire est librement adaptée du roman L'Or des fous, devenu Sous l'aile noire des rapaces, écrit par Pierre Siniac.
En janvier 2019 parait le premier tome de sa série La Venin pour laquelle il assure scenario, dessin et colorisation. Ce western, annoncé en 5 tomes, s'articule autour de la figure d'Emily, jeune femme animée d'un profond désir de vengeance dont la série dévoile peu à peu les ressorts. L'album introductif, Déluge de feu, a reçu le Prix Saint-Michel 2019 du meilleur dessin.

## Œuvres
- Cirk, Zenda :

1. Sur le fil du rasoir, 2002[8].
2. Ballerine, 2004[9].
3. En exil, 2005.

- Gong, Vents d'Ouest, coll. « Intégra », 2003  (ISBN 2-7493-0060-6)[10].
- Aven, Vents d'Ouest, collection « Turbulences » :

1. Les Lois de l'attraction, 2005  (ISBN 2-7493-0206-4).
2. L'Affût, 2006  (ISBN 2-7493-0288-9).
3. Source, je boirai de ton eau, 2007  (ISBN 978-2-7493-0389-5).

- Cellule Poison, Dargaud :

1. Immersion, 2006[11].
2. Qui suis-je ?, 2007[12].
3. La main dans le sac, 2008[13].
4. Dans les serres de l'aigle,  2010.
5. Comptines - 2013[14].

- The Big Bill Broonzy's Legend, Éditions Nocturne, coll. « BD Blues », 2007  (ISBN 978-2-84907-190-8).
- L'Affaire des Affaires (dessin), avec Denis Robert (scénario), Dargaud :

1. L'argent invisible (co-scénario de Yan Lindingre, 2009  (ISBN 978-2-205-06188-8).
2. L'enquête - 2009[15].
3. Clearstream / Manipulation - 2011[16].
4. Clearstream / Justice - 2011[17].

- Hollywood 1910 (scénario), avec Stefan Astier (scénario et dessin), Glénat, coll. « treize étrange », 2011  (ISBN 978-2-7234-7702-4).
- Angles morts : Le Gand des Hayabusa (dessin), avec Xavier Bétaucourt (scénario), Paquet, coll. « Carénage », 2014  (ISBN 978-2-88890-643-8).
- Comment faire fortune en Juin 40 (dessin), avec Fabien Nury et Xavier Dorison (scénario d'après Sous l'aile noire des rapaces de Pierre Siniac), Casterman, 2015  (ISBN 978-2-203-09181-8).
- Face au mur (scénario et dessin), avec Jean-Claude Pautot (co-scénario), Casterman :

1. Face au mur, 2017  (ISBN 978-2-203-08606-7).
2. Face au mur 2, 2018  (ISBN 978-2-203-12224-6).

- La Venin, Rue de Sèvres :

1. Déluge de feu, 2019  (ISBN 978-2-369-81583-9)[18].
2. Lame de fond, janvier 2020  (ISBN 978-2-369-81586-0).
3. Entrailles, octobre 2020  (ISBN 978-2-369-81588-4).
4. Ciel d'éther, janvier 2022.
5. Soleil de plomb, janvier 2023[19].

## Prix
Cellule Poison
- prix du meilleur album BD Polar'Encontre - 2009[réf. souhaitée]
- Prix du meilleur album BD Quai du Polar - 2013[réf. souhaitée]

L'Affaire des Affaires
- Prix France Info 2010 pour les deux premiers tomes de L’Affaire des affaires.
- Prix Région Centre - 2009[réf. souhaitée]
- Prix Nouvelle République pour Face au mur

La Venin
- Prix Saint-Michel 2019 du meilleur dessin[7]